# Мусахан

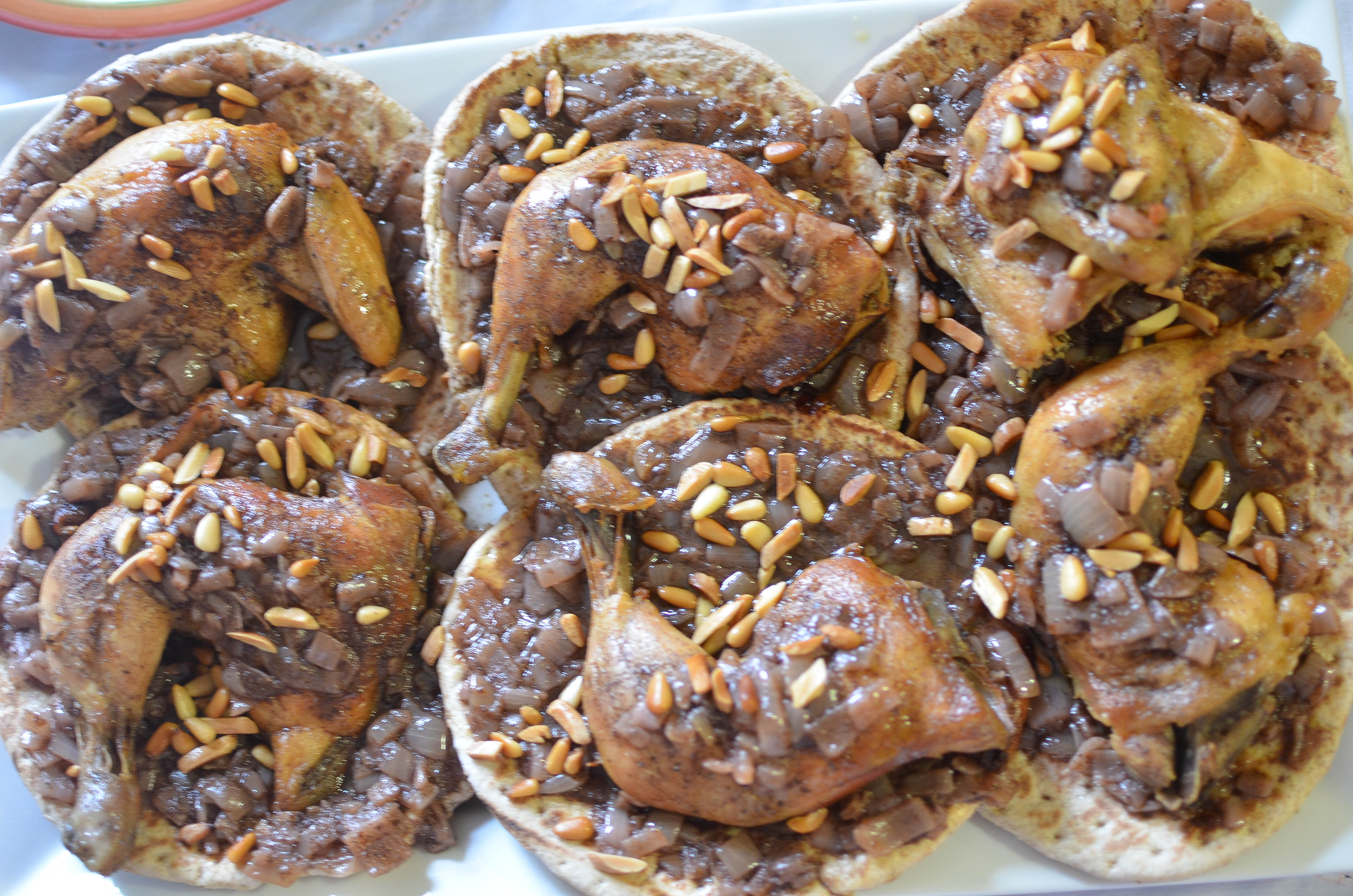
Мусахан

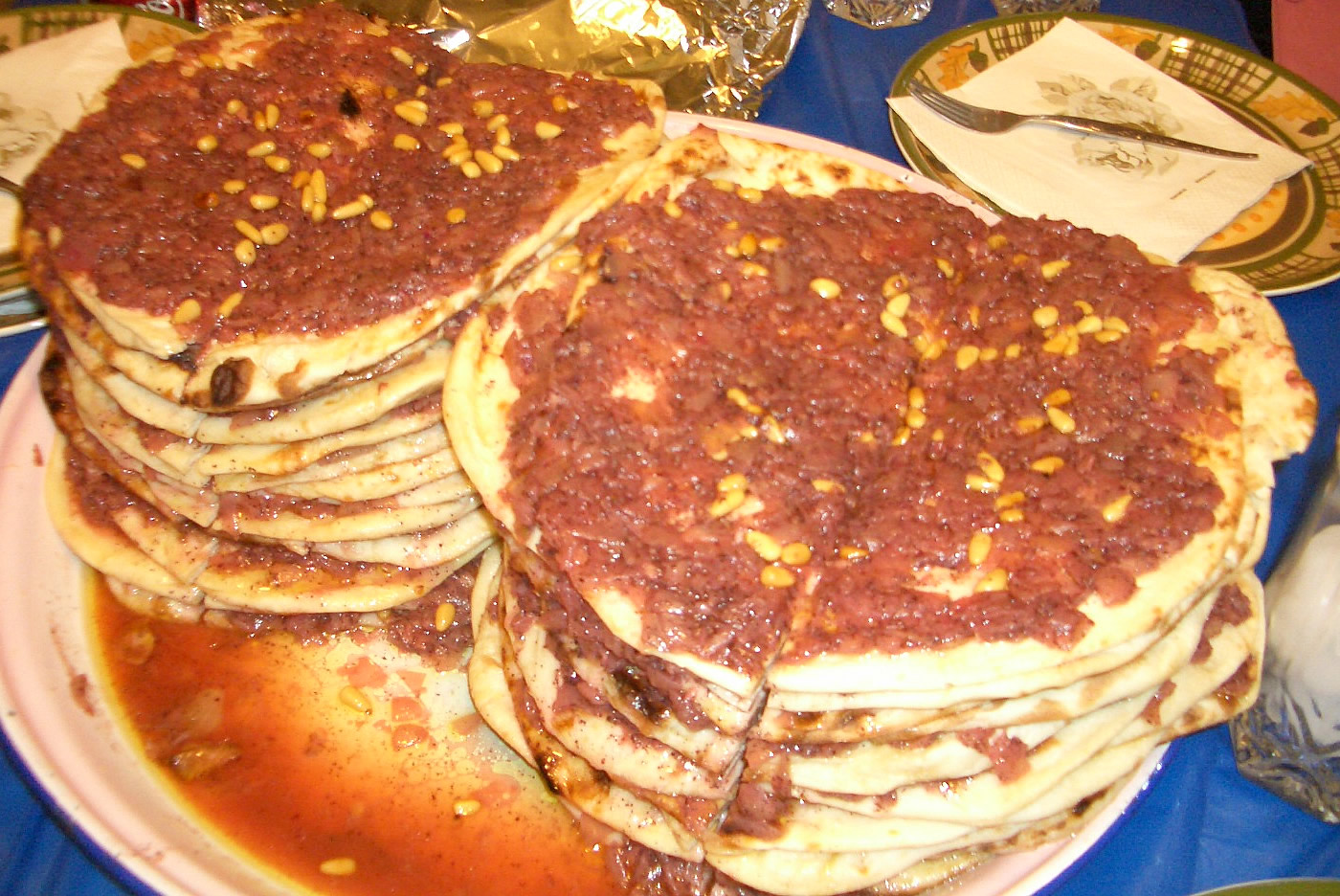
Коржі з підливою для мусахану

Мусахан («гарячий», «палаючий») — традиційна страва палестинської кухні. Обсмажена курка з сумахом, запечена на коржику в багатому цибулевому соусі, є по праву предметом національної гордості палестинського народу. Кажуть, що мусахан був винайдений саме в районі «Великого Трикутника» (Шхем — Дженін — Туль-Карем), і вже звідти поширився на Палестину, де він називається «мхаммар» («червоний»), Сирію, Йорданію та Ліван.
З назвами, до речі, нелегко. Не знаючи кулінарної традиції країни, в якій перебуваєш, можна легко замовити одне, а одержати інше. У палестинському Раффіаху і в йорданському Аммані, наприклад, готують мусахан, а в селі Рамі, недалеко від Карміель — мхаммар. У Сирії та Лівані словом «мхаммара» називається приправа, щось на кшталт аджики, а «мхаммар» буде означати просто смаженя.

## Рецепт
На 4 порції:
- 1 курка
- 4 ст. л. сумаха
- 2 цибулини + 2 цибулини
- 1 чайна ложка коріандру
- Гвоздика
- Чорний перець
- Сіль
- Оливкова олія
- 1 лимон
- 1-2 скл. курячого бульйону
- Пучок кінзи
- Пучок м'яти
- 4 коржі діаметром з тарілку, на якій страва буде подаватися
- Обсмажені горішки пінії або кедра

Розрізають курку на 4 частини кожну. Нарізають 2 цибулини півкільцями. Змелюють гвоздику і коріандр, або використовують готову суміш, додають перець, іноді сік 1 лимона. Перемішують пряності і натирають ними курку. Перекладають цибулею і залишають на ніч у холодильнику.
На другий день звільняють курку від цибулі, солять й укладають на деко шкіркою вниз, підливають бульйон і запікають 20-30 хвилин до злегка золотистого кольору. Тим часом нарізують півкільцями ще 2 цибулини, які смажать в оливковій олії разом з учорашньою цибулею від курки. У обсмажену цибулю додають подрібнену кінзу й м'яту.
На друге деко викладають коржі й половину цибулевої суміші, зверху викладають курку шкіркою догори й покривають рештою цибулі. Зволожують бульйоном з-під курки і запікають ще близько 20 хвилин при температурі 200 °C. При подачі посипають горішками.